# Staro Bežanijsko groblje
Le Staro Bežanijsko groblje (en serbe cyrillique : Старо Бежанијско гробље) ou, en français, le Vieux cimetière de Bežanija est un  cimetière situé à Belgrade, la capitale de la Serbie. Il se trouve 4 rue Mustafe Golubića, dans la municipalité de Novi Beograd et dans le quartier de Bežanija.

## Transports
Le Staro Bežanijsko groblje est desservi par la ligne de bus 82 (Zemun Kej oslobođenja – Bežanijsko groblje – Novi Beograd Blok 44) de la société GSP Beograd.